# Äggkläckningsmaskin

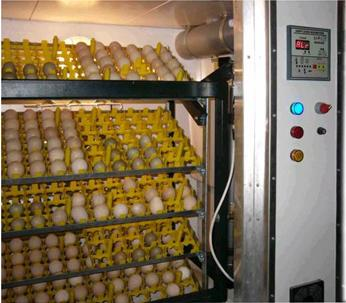
En modern äggkläckningsmaskin.

En äggkläckningsmaskin är en maskin för ruvning och kläckning av ägg som simulerar en ruvande höna genom att hålla äggen varma och i korrekt luftfuktighet. De tillverkas i alla storlekar från små för hobbybruk, till industriella äggkläckningsmaskiner som kan ruva flera tusen ägg åt gången.

## Funktion
Maskinens huvuduppgift är att skapa ett stabilt klimat med en temperatur nära en hönas kroppstemperatur på 38 °C. En lägre temperatur kan förlänga ruvningstiden några dagar och vid temperaturer över 40 °C dör fostret.
Luftfuktigheten bör hållas mellan 35 och 45 %, men mot slutet av kläckningen kan fuktigheten vara något högre, mellan 50 och 65 %, så att kycklingen får lättare hål på skalet. Äggen måste vändas varje dag, vilket vissa äggkläckningsmaskiner gör automatiskt.